# فردریک دوفور
فردریک دوفور (فرانسوی: Frédéric Dufour‎؛ زادهٔ ۲ فوریهٔ ۱۹۷۶) قایقران روئینگ اهل فرانسه بود.